# USS Louisiana (BB-71)
USS Louisiana (BB-71) byla nepostavená americká bitevní loď. Měla být poslední jednotkou třídy Montana.

## Důvody zrušení stavby
Bitevní lodě třídy Montana byly sice velmi dobře vyzbrojené a silně pancéřované, ale byly pomalé. Američané ve druhé světové válce potřebovali rychlé bitevní lodě, které by na misích doprovázely letadlové lodě třídy Essex. Bitevní lodě třídy Montana dosahovaly maximální rychlosti 52 km/h zatímco rychlé bitevní lodě třídy Iowa dosahovaly maximální rychlosti až 61 km/h. Jelikož lodě, které měly silnou výzbroj a pancíř byly velmi drahé, rozhodli se Američané raději postavit o něco levnější a rychlejší bitevní lodě třídy Iowa.

## Výzbroj
Hlavní výzbroj tvořily 4 tříhlavňové střelecké věže s děly Mk 7, ráže 406 mm. Sekundární zbraňový systém mělo být 10 dvojhlavňových děl Mk 16 ráže 127 mm. Protileteckou obranu podle plánů mělo tvořit 10 až 40 kanónů Bofors ráže 40 mm a 56 kanónů Oerlikon ráže 20 mm. Loď měla také mít 3 až 4 hydroplány Vought OS2U Kingfisher nebo Curtiss SC Seahawk.